# Quodvultdeus
Quodvultdeus ( eind 4e eeuw - Napels, voor 24 oktober 454) was een Noord-Afrikaans kerkvader. Hij was rond 421 diaken in Carthago, in 432 of 433 werd hij bisschop van Carthago. De kerkvader Aurelius Augustinus had contact met Quodvultdeus. Het boek De haeresibus over ketterijen van Augustinus is opgedragen aan Quodvultdeus, omdat Augustinus aan het werk begon op aandringen van Quodvultdeus.
Tijdens de aanvallen van de Vandalen op Noord-Afrika verzetten Quodvultdeus en zijn aanhangers zich met geweld. Uit angst voor represailles van de Vandalen vluchtte Quovdultdeus met de zijnen uiteindelijk over zee en kwam terecht in Campanië. Hij zou vanuit deze streek tegen het pelagianisme hebben gestreden.
De sterfdatum van Quodvultdeus ligt voor 24 oktober 454, omdat op die datum een nieuwe bisschop van Carthago werd gekozen. De catacomben van Januarius van Napels in Capodimonte (een noordelijke stadswijk van Napels) gelden als laatste rustplaats van Quodvultdeus. De werken van Quodvultdeus werden vroeger toegeschreven aan Augustinus en Prosperus van Aquitanië.
Quodvultdeus wordt vereerd als heilige. In Carthago vindt de gedachtenis steeds plaats op 8 januari, in Napels op 19 februari.

## Werk
- Liber Promissionum et praedictorum
- De tempore barbarico
- De symbolo (drie delen)